# Podostroma cornu-damae
Podostroma cornu-damae (en japonès: カエンタケ) és una espècie de fong dins la família Hypocreaceae. L'ascocarp d'aquest fong és molt tòxic, i és responsable de diverses morts al Japó. Aquest fong conté diversos tricotecens que són micotoxines.
Anteriorment tenia le nom dcientífic de Hypocrea cornu-damae donat per Narcisse Théophile Patouillard el 1895, i més tard va ser transferit al gènere Podocrea el 1905 per Pier Andrea Saccardo. L'any 1994 els japonesos Tsuguo Hongo i Masana Izawa el posaren al gènere Podostroma.

## Descripció
Els conidiòfors fan fins a 400 μm de llargada i 2–4 μm d'amplada. Els fiàlids estan disposats de manera similar als que es troben al gènere Trichoderma.

## Toxicitat
Els símptomes associats amb el consum d'aquest fong són dolor d'estòmac, canvis en la percepció, davallada del nombere deleucòcits i trombòcits i impediment de parlar.